# Karl-Heinz Barth
Karl-Heinz Barth (Zwickau, Alemanha, 3 de março de 1937 - Aconcágua, Argentina, 1 de fevereiro de 2011) foi um arquiteto, historiador de arte e montanhista alemão.
Karl faleceu ao tentar escalar o Aconcágua, quando caiu numa fenda localizada a 6.300 metros de altura, na última etapa da escalado, iniciada com um grupo em 20 de janeiro.